# Terrapene coahuila
La tortuga de caixa aquàtica (Terrapene coahuila), també coneguda com la tortuga de caixa de Coahuila, o tortuga de caixa d'aigua, és una espècie de tortuga de caixa de la família Emydidae. És una tortuga del gènere Terrapene endèmica de Mèxic.